# Microcebus lehilahytsara
Microcebus lehilahytsara — вид лемуровидих приматів.

## Опис
Довжина голови й тіла: 90 - 92 мм. Вага 30 - 64 г. Має коротке, густе, яскраво-бордове хутро, з відтінком оранжевого кольору на спині, голові й хвості, і переходить в кремово-білий колір низу. Чітка біла смуга простягається вздовж моста носа. Вуха малі, круглі й довгі, рівномірно забарвлений хвіст може бути використаний для зберігання жиру. Очі лемурів миші містять тапетум, який підсилює їх здатність бачити в темряві.

## Середовище проживання
В даний час цей вид відомий тільки з типового місцезнаходження в Андасібе, Мадагаскар і прилеглих регіонах. Житель східних тропічних лісів. Особини, спостерігалися також в ділянках старих плантацій евкаліптів, де вони переміщалися підліском без спуску на землю.

## Звички
Це, головним чином, поодинокий вид, що харчуються фруктами і комахами в кущах і низьких деревах, а також у верхньому полозі лісу.

## Загрози та охорона
Цей вид знаходиться під загрозою руйнування середовища проживання від нестійких методів ведення сільського господарства. Зустрічається, як відомо, у двох національних парках (Analamazaotra і Mantadia), а також у англ. Anjozorobe-Angavo Protected Area і може бути знайдений в англ. Mangerivola Special Reserve.